# Цар Асен I (площад във Велико Търново)
Цар Асен I е исторически площад във Велико Търново. Намира се точно пред входа на крепостта Царевец.
В миналото, площадът е бил наричан Каябаш (Голямата скала). Тук била покритата чаршия със златарски и манифактурни дюкяни, подобна на тази в Цариград, а между тях се издигала голяма джамия, известна като Сарашката (Каябашката) джамия. По време на Руско-Турската освободителна война през 1877 г., джамията е била използвана като казарма за пленени турски войници, а по-късно и от руските войски и българското опълчение. През 1892г. джамията била съборена, а мястото превърнато в градина. Години по-късно, на това място е построена сградата на бившият Окръжен съвет.
В началото на 50-те години площадът е асфалтиран. През 2012 г. площад "Цар Асен I" беше изцяло ремонтиран и обновен. Асфалта е премахнат и е с наредени павета.
Всяка година, на площада се чества Независимостта на България.

## Обекти
- Входът за крепостта Царевец
- Сградата на бившият Окръжен съвет